# Aires protégées des États-Unis

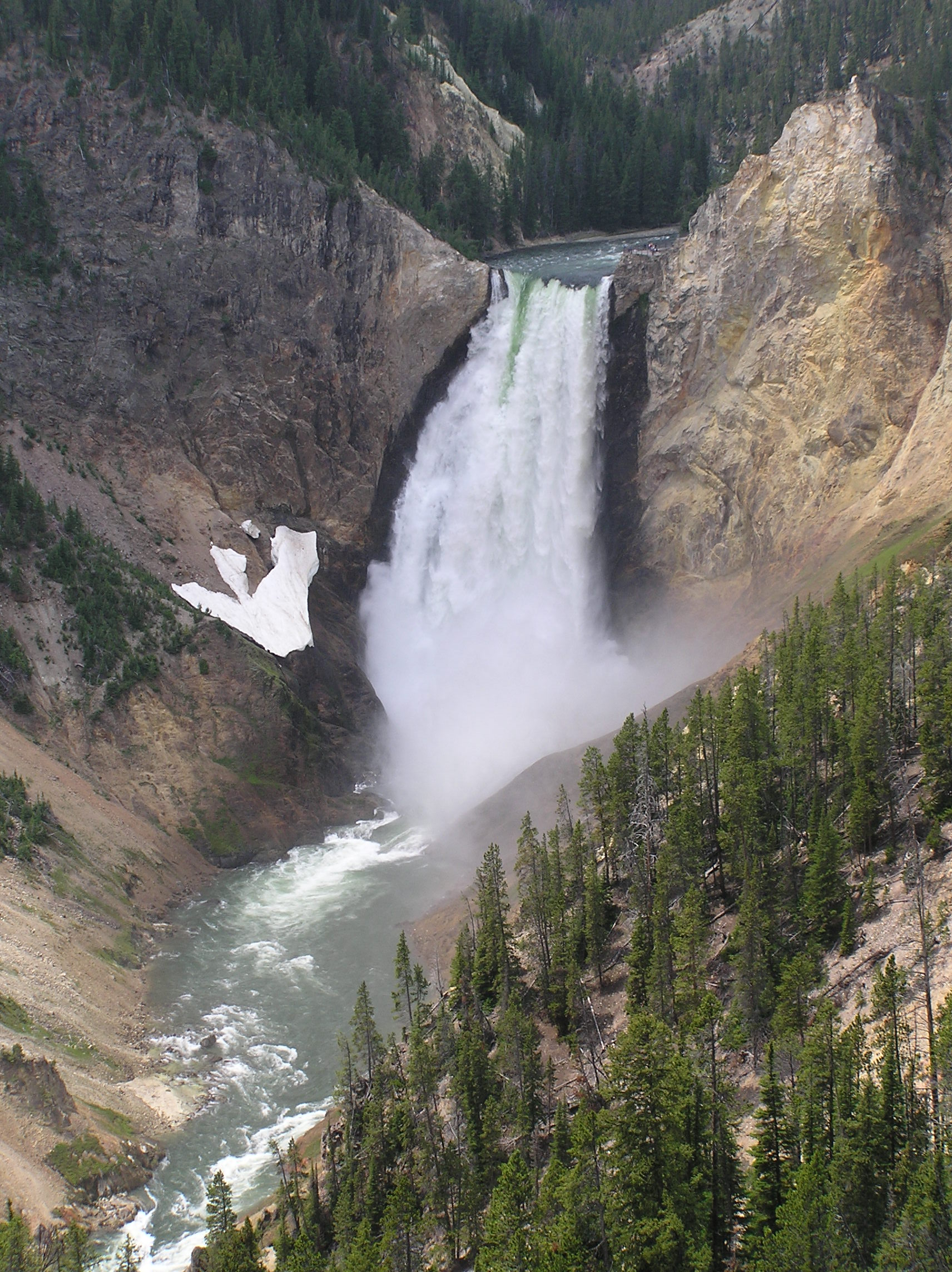
Grand Canyon de Yellowstone

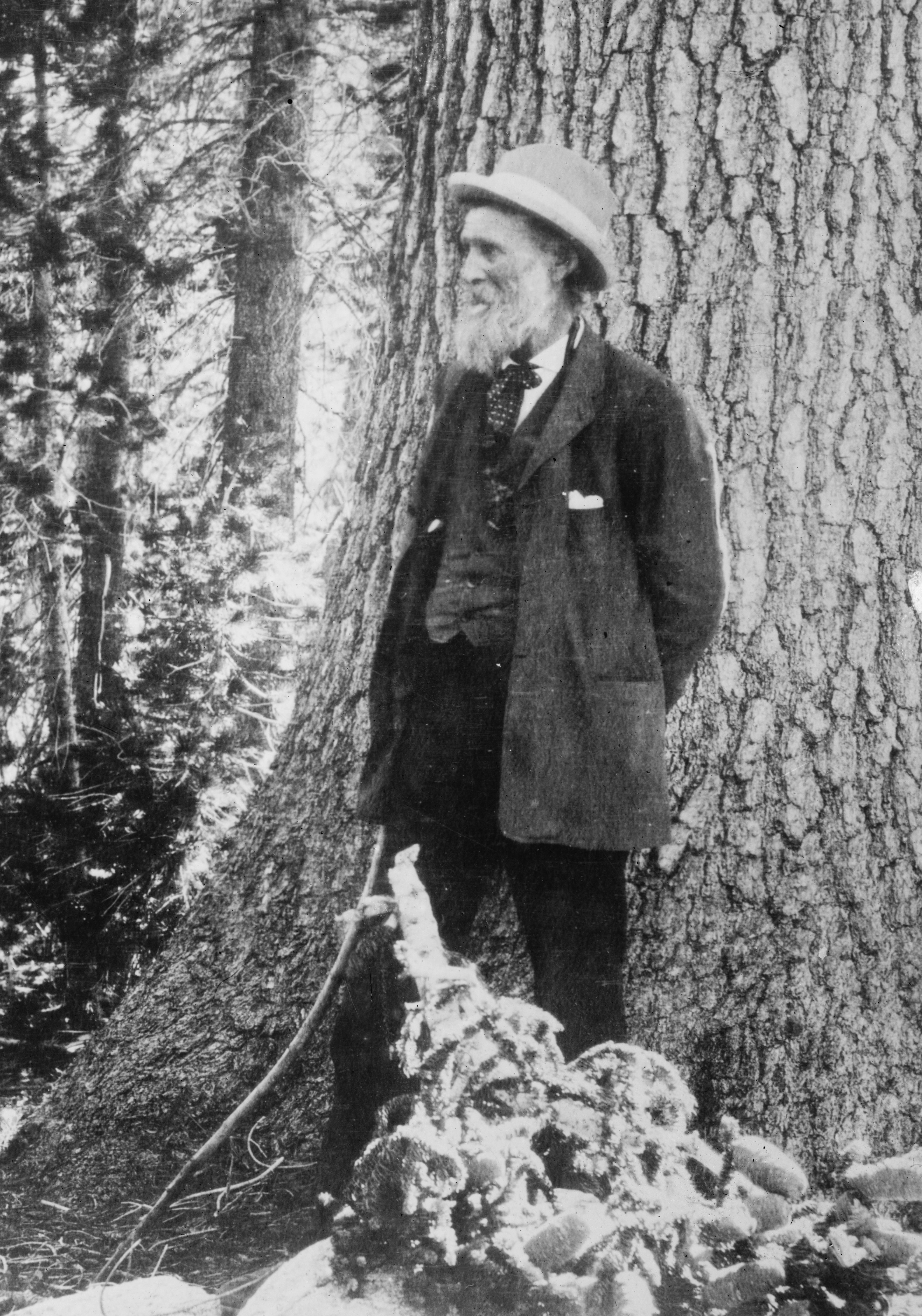
John Muir (1838-1914), l’un des principaux inspirateurs du système de parcs nationaux des États-Unis.
Why should man value himself as more than a small part of the one great unit of creation ? - John Muir.

Les aires protégées des États-Unis regroupent quatre échelles de protection : fédérale, étatique, tribale et locale. Elles sont protégées par une législation très variable. Elles peuvent être gérées selon un modèle de nature sauvage ou bien accueillir des activités humaines durables.
En 2015, les quelque 25 800 aires protégées des États-Unis couvraient 1 294 476 km2, soit 14 % de la surface du pays. Cette superficie représente également 10 % des aires protégées du monde. Les États-Unis possèdent également 787 aires marines protégées pour une surface de 1 271 408 km2, soit 12 % de leurs eaux territoriales.
Certains espaces naturels sont gérés par plusieurs niveaux institutionnels. Par exemple, le Mémorial national du Père Marquette est un parc fédéral, c'est-à-dire protégé légalement au niveau fédéral, mais sa gestion est déléguée à une administration de niveau national : l'agence des ressources naturelles du Michigan, qui possède les terrains. Un deuxième exemple est le Kal-Haven Trail (en), un parc de niveau national géré par une institution au niveau du comté.

## Historique
À l'ère moderne, le premier parc national est celui de parc national de Yosemite, institué en 1864. On retient aussi, souvent, le parc national de Yellowstone créé en 1872, premier espace naturel protégé à l'échelle fédérale.
Dans les années qui suivirent, le président Théodore Roosevelt, en poste entre 1901 et 1909, a fait doubler la surface des parcs nationaux des États-Unis, en en créant cinq nouveaux. Plus marquant encore il a fait voter les lois créant les « Monuments nationaux (fédéraux) ».

logo du National Park Service

Le National Park Service est créé en 1916, cet organisme assure la gestion de tout les parcs nationaux des USA et de nombreuses autres terres appartenant à l’État fédéral.

## Aire protégée au niveau fédéral
Les aires protégées fédérales sont gérées par une grande diversité d'agences, dont la majorité fait partie du « service national des parcs » rattaché au ministère de l'intérieur américain. Elles sont souvent considérées comme les plus importants espaces naturels du pays. D'autres aires sont gérées par le « Service national des forêts », le « bureau de l'aménagement du territoire » ou le « Service de la pêche et de la faune sauvage des États-Unis ». Le « Corps du génie de l'armée américaine » proposerait 30 % des possibilités de loisirs sur les terres fédérales grâce aux lacs et rivières qu'il possède.
La confusion dans la nomenclature résulte de l'utilisation (occasionnelle) de termes identiques par plusieurs agences. Par exemple le « service national des parcs » et le « service des forêts des États-Unis » utilisent tous les deux les dénominations de « réserves nationales » et « d'aires de loisirs nationales ». De même, le « Service national des parcs », le « service des forêts des États-Unis » et le « Bureau de l'aménagement du territoire » gèrent des « Monuments nationaux ». Les réserves naturelles peuvent être créées à l'intérieur d'autres aires protégées, et être gérées par différentes agences.
Il existe des désignations fédérales comme des labels « Historique » ou « landmark » qui n'octroient pas nécessairement de protection particulière, ils peuvent être conservés grâce à des incitations fiscales. Par exemple, l'inscription sur la « liste nationale des lieux historiques » (NRHP en anglais) et le label de « Monument historique national principal ». Il revient aux États et collectivités locales de protéger ces sites, ou de ne pas le faire. L'État du Colorado, par exemple, n'impose aucune contrainte aux propriétaires de « lieux historiques ».
Il existe ainsi quelque 23 appellations différentes pour désigner des aires protégées de niveau fédéral. Parmi celles-ci on peut citer :
- Parc national des États-Unis ;
- Monument national ;
- Forêt nationale des États-Unis.

## Aire protégée au niveau de l'État
Chaque État possède son propre système de parc d'État. Les parcs d’État sont très divers, allant de parcs urbains à des espaces naturels protégés aussi vastes que les parcs fédéraux. Certains parcs d'État comme dans l'État de New York, le Parc Adirondack, sont semblables aux parcs nationaux d'Angleterre ou de France, avec plusieurs villages à l'intérieur de leurs frontières. Environ la moitié de la surface de ce parc est la propriété de l'État et protégée comme « nature éternelle » par la réserve forestière de New-York. Le « Parc d'État de Wood-Tikchik » en Alaska est le parc qui couvre la plus grande surface de terre contigüe, il est ainsi plus grand que l'État du Delaware. De nombreux États possèdent également des aires de chasse ou de loisir.

## Aire protégée au niveau local
Plusieurs comtés, villes, collectivités métropolitaines et autres agences américaines gèrent une variété de parcs de niveau local. Certains ne sont guère davantage que des aires de pique-nique, à l'inverse d'autres peuvent rivaliser avec les parcs nationaux, tel que le parc des montagnes du sud à Phoenix en Arizona qui est le plus grand parc urbain des États-Unis.

## Aire protégée tribale
Dans le Wisconsin et le Michigan, il existe des aires protégées tribales gérées par la « Commission indienne de la pêche et de la vie sauvage des monts de la mission » composée des représentants de 11 tribus Ojibwa.

## Aires protégées en vertu de conventions internationales

### Réserves de biosphère
L’UNESCO créé le programme « man and biosphere » en 1971, avec pour objectifs de limiter durablement l’érosion des ressources biologiques et de la biodiversité et de concilier le développement humain et la protection de la nature. Pour mettre en pratique ces engagements un réseau de réserves de biosphère commence à se constituer à partir de 1976. Celles-ci sont découpées en trois zones, le cœur qui doit obligatoirement être protégé par la législation nationale, la zone tampon et la zone de coopération. Les États-Unis comptent ainsi 46 Réserve de biosphère, en 2020.

### Patrimoine mondial
Sur les 24 sites inscrits au Patrimoine mondial de l'UNESCO aux États-Unis, en 2020, 11 sont des sites naturels et un est classé dans les sites mixtes. Le Parc national des Everglades fait partie de la liste du patrimoine En péril. Les états partis sont tenus de protéger les sites pour lesquels ils ont obtenu le label du patrimoine mondial.

### Sites Ramsar
A partir du 12 novembre 2018, les États-Unis comptent 39 zones humides d'importance internationales répertoriées au titre de la convention de Ramsar, elles totalisent 1 861 603 hectares de superficie, toutes réunies. Les états partis de la conventions sont tenus de recenser et de protéger les zones humides.

## Évaluation du dispositif
Aux États-Unis le système des aires protégées est l’un des plus anciens et parmi les plus sophistiqués au monde, mais au vu des données disponibles sur la biodiversité potentielle et actuelle du pays, si ces aires protègent indéniablement des paysages exceptionnellement sauvages (Wilderness), elles sont géographiquement mal situées et ne couvrent pas assez les espèces endémiques (les aires protégées de ce pays couvrent de vastes surfaces, mais leur configuration géographique est presque à l'opposé des modèles d'endémisme du pays ; « la plupart des aires protégées sont dans l'Ouest, alors que les espèces vulnérables sont en grande partie dans le Sud-Est »). Une carte des nouvelles priorités a été dressée pour plusieurs taxons menacés (vertébrés terrestres, poissons d'eau douce, et arbres) ; elle désigne aussi des zones méritant une attention immédiate de conservation (dont la propriété foncière est publique ou privée)